# Teacher Training School Building-San Diego State Normal School
La Teacher Training School Building-San Diego State Normal School  es una escuela histórica ubicada en San Diego, California. La Teacher Training School Building-San Diego State Normal School se encuentra inscrita  en el Registro Nacional de Lugares Históricos desde el 9 de septiembre de 1998.

## Ubicación
La Teacher Training School Building-San Diego State Normal School se encuentra dentro del condado de San Diego en las coordenadas 32°45′20″N 117°08′47″O / 32.755556, -117.146389.